# Шеллефтео АІК
Хокейний клуб «Шеллефтео АІК» (швед. Skellefteå AIK Hockey) — хокейний клуб з м. Шеллефтео, Швеція. 
Заснований у 1921 році. Виступає у чемпіонаті Шведської хокейної ліги. 
Домашні ігри команда проводить на «Шеллефтео-Крафт-Арені» (6000 глядачів). Кольори клубу жовтий і чорний.

## Досягнення

### Чемпіонат Швеції
- Чемпіон (4): 1978, 2013, 2014, 2024
- Срібний призер (3): 2011, 2015, 2018

## Найсильніші гравці різних років
- воротарі: Ю. Касслінд, Л. Геггрут;
- захисники: Є. Альмквіст, Г. Сведберг, Петер Геландер, Єран Ліндблум;
- нападаники: А. Андерссон, Е. Мееття, М. Карлссон, Гарді Нільссон, П. Юганссон, Роланд Стольтц, Ю. Гедстрем, Юнас Фрегрен.

Найбільших успіхів у роботі з клубом досягли тренери П. Лундстрем і А. Реннблум.